# 올량

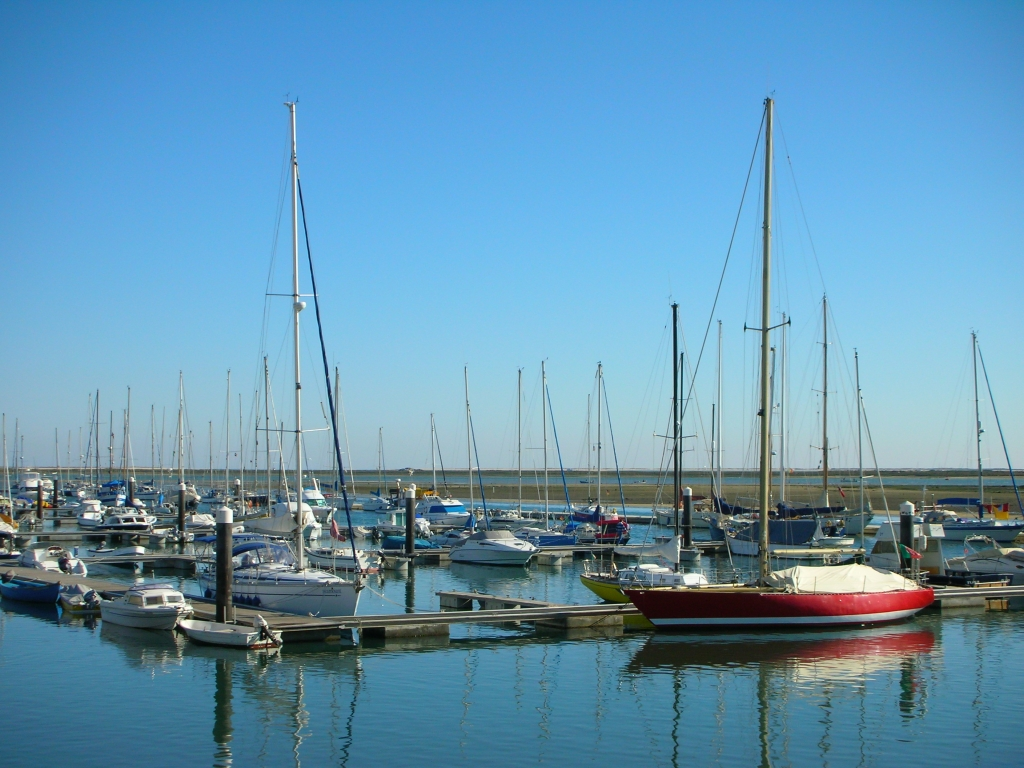
올량 마리나에 정박 중인 선박들

올량의 위치

올량(포르투갈어: Olhão)은 포르투갈 파루 현에 위치한 도시로 면적은 130.86km2, 높이는 403m, 인구는 45,396명(2011년 기준), 인구 밀도는 350명/km2이다. 파루 인근에 위치한다.

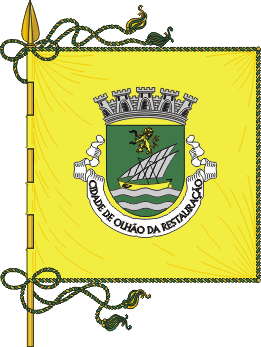
시기
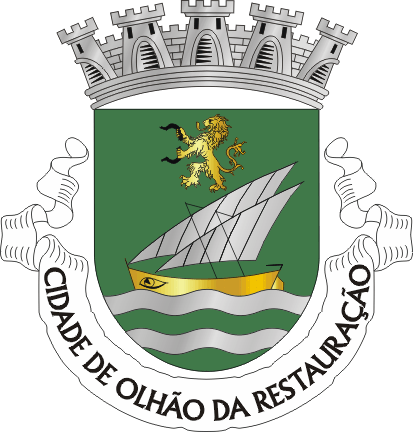
시 문장

## 인구
| 연도 | 인구   | ±%      |
| ---- | ------ | ------- |
| 1849 | 11,934 | —       |
| 1900 | 24,276 | +103.4% |
| 1930 | 27,664 | +14.0%  |
| 1960 | 30,871 | +11.6%  |
| 1981 | 34,573 | +12.0%  |
| 1991 | 36,812 | +6.5%   |
| 2001 | 40,808 | +10.9%  |
| 2011 | 45,396 | +11.2%  |

## 같이 보기
- SC 올랴넨스